# Gustave Guillaume
Pour les articles homonymes, voir Guillaume.
Gustave Guillaume, né le 16 décembre 1883 à Paris où il meurt le 3 février 1960, est un linguiste français, auteur d’une théorie originale du langage connue sous le nom de « psychomécanique du langage ».

## Biographie
Fils de Françoise Guillaume, Gustave Guillaume naît le 16 décembre 1883 dans le 17e arrondissement de Paris
Il ne se destine pas originellement à la linguistique, mais commence sa vie professionnelle comme employé de banque. En 1909, Antoine Meillet, client de la banque dans laquelle il travaille, remarque ses aptitudes pour la linguistique et l'incite à poursuivre des études dans cette voie. Guillaume s'engage ainsi dans un cursus de linguistique historique et de grammaire comparée à l'École pratique des hautes études, avec Antoine Meillet. Il tente par la suite d’appliquer à l’étude du signifié en synchronie la méthode d’analyse de la grammaire comparée. 
S’inspirant d’une démarche explicative visant à reconstituer dans une perspective diachronique les conditions nécessaires permettant de rendre compte de correspondances phonétiques systématiques observables entre langues apparentées, Guillaume développe une méthode d’analyse visant à expliquer, en synchronie cette fois, les variations dont le signifié des mots et des morphèmes peut être l’objet dans une même langue. À un rapport systématique au sein duquel une condition unique nécessaire et ses conséquences variées sont vues séparées par un long intervalle de temps historique, Guillaume substitue un rapport systématique opposant en synchronie le plan de la langue – le langage puissanciel, en puissance, in posse – au plan du discours – le langage effectif – plans que sépare un bref intervalle de temps opératif, les quelques millièmes de seconde que requiert le passage de la langue au discours. 
Il meurt le 3 février 1960 au sein de l'hospice des Dames Augustines du Sacré-Cœur-de-Marie dans le 13e arrondissement de Paris, et, est inhumé au Cimetière du Montparnasse (11e division).
Les philosophes Maurice Merleau-Ponty, Paul Ricœur et Gilles Deleuze ont fait référence dans leurs travaux à l'œuvre de Guillaume, ainsi que Henri Maldiney.

## Théorie

### Temps opératif et temps puissanciel
Après trois courts essais parus entre 1911 et 1913, Guillaume publie en 1919 son premier ouvrage, consacré à une étude détaillée des emplois de l'article grammatical en français moderne. Il propose une typologie et une analyse des différents sens que prend l’article. Dans cet essai, il distingue deux états du substantif : 
- l’état « puissanciel» sous lequel il se présente avant emploi
- l’état effectif sous lequel il est observable après emploi.

Dans cette perspective, il propose l'idée que l'article soit un signe explicitant la transition du substantif de son état puissanciel à son état effectif. Guillaume en vient ainsi à distinguer deux plans du langage :
- la langue – langage puissanciel –
- et le discours – langage effectif –

Il estime nécessaire l'opération de pensée permettant le passage d’un état à l’autre du langage.
Dans son ouvrage Temps et verbe, il étudie la représentation linguistique du temps exprimée par le verbe. Modes et temps verbaux forment alors un système qu'il nomme chronogenèse : selon lui, ce système permet au locuteur de situer de diverses manières la durée d’un procès, représenté en position de contenu, dans le temps d’univers, représenté en position de contenant. La chronogenèse correspond ainsi à une opération de pensée qui requiert du temps pour se matérialiser (un temps très bref). Le temps opératif porteur de la chronogenèse, symbolisé par un axe longitudinal, peut alors être intercepté en divers points de son développement. Chaque interception, selon qu’elle survient plus ou moins tôt ou tard dans le temps opératif, livrera une représentation plus ou moins particularisée du temps d’univers – une chronothèse – correspondant au mode verbal. 
À l’intérieur de chaque mode verbal, s’opposent les uns aux autres un nombre variable de temps verbaux, dont la valeur est déterminée en fonction de la position qu’ils y occupent. Le système de l’aspect, auquel est redevable en français l’opposition des formes simples et composées du verbe, repose également sur un jeu de positions systématiques, tout procès pouvant être représenté en intériorité de durée (aspect immanent : boire ; boit ; buvait ; etc.) ou en extériorité de durée (aspect transcendant : avoir bu ; a bu ; avait bu ; etc.).
La partie du discours dénommée « verbe » apparaît dans ces conditions comme un système de systèmes, mis à la disposition du sujet parlant et lui permettant, chaque fois que la formation d’une phrase le requiert, de construire le contenu de signification d’un verbe. À partir de cette découverte majeure, Guillaume tente d’analyser la façon dont divers types de mots sont construits lors d’un acte de langage, c’est-à-dire de reconstituer les divers psychosystèmes qui en conditionnent la construction. 
Mouvement et interception de mouvement (ou « saisie ») deviennent progressivement dans la théorie linguistique de Guillaume les deux paramètres essentiels à la reconstitution de tout système et la technique d’analyse à laquelle ils donnent lieu est désignée par l’auteur linguistique de position. L’acte de langage, à travers lequel le locuteur parvient à donner une forme linguistique à un certain contenu de visée de discours, correspond à une activité complexe dont le déroulement dans le temps opératif est également représentable par un axe longitudinal qui peut être intercepté en divers points de son développement. Une interception précoce de l’acte de langage livrera l’élément formateur de mot – saisie radicale – et son interception tardive et finale la phrase – saisie phrastique. Entre ces deux interceptions extrêmes de l’acte de langage, surviendra l’interception moyenne du mot – saisie lexicale. Contrairement aux saisies radicale et finale, qui sont fixes, la saisie moyenne est historiquement mobile. Elle peut survenir au voisinage immédiat de la saisie radicale, auquel cas le mot prendra la forme d’un caractère monosyllabique. Elle peut survenir au voisinage de la saisie phrastique, livrant alors le mot-phrase des langues polysynthétiques. Elle peut enfin survenir à des distances variables de ces deux saisies extrêmes de l’acte de langage et produire une grande diversité de formes de mot. Il n’est pas deux langues, aux yeux de Guillaume, qui aient exactement la même façon de bâtir le mot.

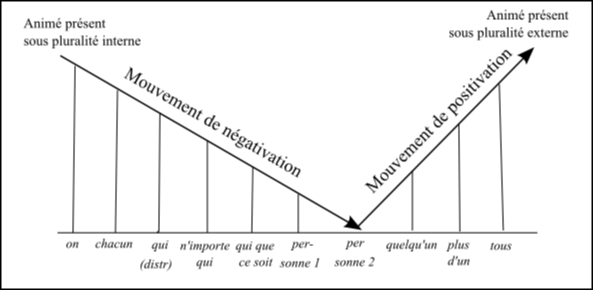
Exemple de « mouvement psychosystématique » appliqué aux pronoms.

### Idéogenèse et morphogenèse: vers une théorie générale du mot
De 1938 jusqu’à la fin de son enseignement, Guillaume consacre une part de plus en plus importante de ses recherches à l’édification d’une théorie générale du mot, à laquelle il donne dans les dernières années le nom de théorie des aires glossogéniques du langage. Il s’attache non seulement à décrire la variation dont la structure du mot est l’objet à travers les langues mais surtout à démontrer le lien nécessaire de filiation entre les divers états de mots. Le concept de déflexivité relève de cette idée de formation d'un mot par rapport à un autre.
Aux yeux de Guillaume, les mots construits que l’on peut observer au plan du discours résultent tous de procès de construction effectués par le sujet parlant lors d’un acte de langage sous l’impulsion d’une visée de discours. Et ces procès de construction sont prévus au plan de la langue à travers les divers psychosystèmes qu’elle regroupe, la langue étant elle-même un système de systèmes. Dans le cas des langues indo-européennes, la construction d’un mot s’opère en deux temps. Elle met en cause d’une part la genèse de son signifié de nature lexicale – opération d’idéogénèse – et la genèse de son signifié de nature grammaticale – opération de morphogenèse, chacune de ces opérations requérant pour se matérialiser du temps opératif peut être interceptée en divers moments de son développement. La seconde opération de pensée a pour effet la saisie de la matière lexicale à travers une série de formes contribuant à la définition d’une partie du discours. 
Cependant, les conditions opératives présidant à la genèse d’un mot dans une langue indo-européenne ne sont pas, tant s’en faut, universelles et ce sont les conditions de variation de la genèse du mot à travers les diverses typologies linguistiques que vise à expliquer sa théorie des aires glossogéniques du langage. À travers les réflexions qui accompagnent le développement de cette théorie générale du mot, Guillaume met en lumière le rapport étroit qui lie, dans toute langue, le mot (la morphologie) et la phrase (la syntaxe), la forme du mot, dans toute langue, se présentant conditionnante à l’endroit de la phrase. L’importance qu’il a accordée au cours de sa vie de chercheur à l’étude du mot obéit ainsi à un principe méthodologique en vertu duquel une théorie bien faite de la phrase n’a de chance d’être réussie que dans le prolongement d’une théorie bien faite du mot.

## Postérité - Le fonds Gustave Guillaume
Guillaume prit soin de conserver tous les textes préparatoires aux conférences hebdomadaires qu’il prononça de 1938 à 1960 à l’École Pratique des Hautes Étude de la Sorbonne. Certaines années, le linguiste prononçait deux, voire trois conférences par semaine. Le texte de ces conférences, auquel il convient d’ajouter un ensemble très varié de notes de recherche, d’essais et de mémoires, totalisent plus de 60 000 feuillets manuscrits déposés en 1960 et conservés depuis au Fonds Gustave Guillaume de l’Université Laval à Québec. En 1971, Roch Valin, légataire testamentaire des manuscrits de Guillaume, entreprend la publication de ses conférences dans une collection d’ouvrages intitulée Leçons de linguistique de Gustave Guillaume. Fin 2011, vingt ouvrages ont paru  dans cette collection ; le travail d'édition n'est toutefois pas encore terminé. Une seconde collection d’ouvrages, destinée à la publication des essais et des mémoires du linguiste, a vu le jour en 2003. Trois ouvrages ont paru dans cette nouvelle collection portant l’intitulé général Essais et mémoires de Gustave Guillaume. 
Le site du fonds Gustave Guillaume propose une bibliographie détaillée de l’œuvre publiée de Gustave Guillaume de même qu’une bibliographie d’articles et ouvrages inspirés de sa théorie. Walter Hirtle et Ronald Lowe ont chacun publié en 2007 un ouvrage d’introduction à la théorie linguistique de Guillaume[réf. souhaitée].

### Ouvrages
- Temps et verbe. Théorie des aspects, des modes et des temps suivi de L'architectonique du temps dans les langues classiques, Honoré Champion, Paris, 1984 (original 1929),  (ISBN 2 85203 129 9).